# Projekt GLORIA
Projekt GLORIA  (skrót od Global Robotic-telescopes Intelligent Array) – społecznościowo-naukowy projekt badawczy kierowany przez Universidad Politécnica de Madrid, którego celem jest uruchomienie pierwszej na świecie darmowej i ogólnodostępnej sieci zautomatyzowanych teleskopów. Jest jednym z ogólnodostępnych internetowych projektów z dostępem dla wolontariuszy chętnych pomóc naukowcom w ich pracy. Warunkiem uczestnictwa w projekcie jest posiadanie przez uczestnika połączenia z Internetem oraz przeglądarki internetowej.

## Uczestnictwo
Uczestnicy projektu będą mogli przeprowadzać badania astronomiczne poprzez obserwacje oraz analizowanie danych uzyskanych za pomocą zautomatyzowanych teleskopów. Będą mieć także dostęp do innych darmowych baz danych, takich jak np. Europejskie Obserwatorium Wirtualne.
Projekt ma być realizowany przez trzy lata. W przedsięwzięcie zaangażowało się 13 instytucji naukowych i uniwersytetów, w tym także z Polski (Uniwersytet Warszawski). Strona polska udostępnia dwa teleskopy Pi of the Sky 1 i Pi of the Sky 2, które są wykorzystywane również w projekcie badawczym Pi of the Sky, powstałym z inicjatywy prof. Bohdana Paczyńskiego, służącym do automatycznej obserwacji nieba w poszukiwaniu rozbłysków optycznych pochodzenia kosmicznego.

## Teleskopy
Uczestnicy będą mieć do dyspozycji 17 teleskopów naziemnych:
- BOOTES 1 (Andaluzja, Hiszpania)
- BOOTES 2/TELMA (Andaluzja, Hiszpania)
- BOOTES 3/YOCK-ALLEN (Nowa Zelandia)
- CAB-EVA 1 (Saragossa, Hiszpania)
- CAB-CAB (Madryt, Hiszpania)
- CAB-CAHA (Almeria, Hiszpania)
- BART (Ondrejov, Czechy)
- FRAM (Malargüe, Argentyna)
- Pi of the Sky 1 (San Pedro de Atacama, Chile)
- Watcher (Bloemfontein, Południowa Afryka)
- C.TOLOLO (Santiago, Chile)
- OM (Madryt, Hiszpania)
- TAD (Teneryfa, Hiszpania)
- D50 (Ondrejov, Czechy)
- FAVOR (Niżny Archyz, Rosja)
- Mini-MegaTORTORA (Hiszpania)
- Pi of the Sky 2 (Huelva, Hiszpania)

Projekt GLORIA realizowany jest w ramach działania Infrastruktura Siódmego Programu Ramowego Unii Europejskiej (FP7/2007-2012). Budżet projektu wynosi prawie 3,5 mln euro, z czego ponad 70% stanowią środki unijne.